# La Paz (Zaragoza)
La Paz es un barrio situado en la parte sur del municipio de Zaragoza (España), que junto con Torrero forman el distrito Torrero-La Paz. Limita al oeste con Torrero, al norte con los barrios de San José y Las Fuentes y al sur con los municipios de Cuarte de Huerva, María de Huerva, Cadrete, Valmadrid y Mediana de Aragón.
El barrio de La Paz está muy ligado al de Torrero dada su cercanía y su acérrima convivencia.

## Historia

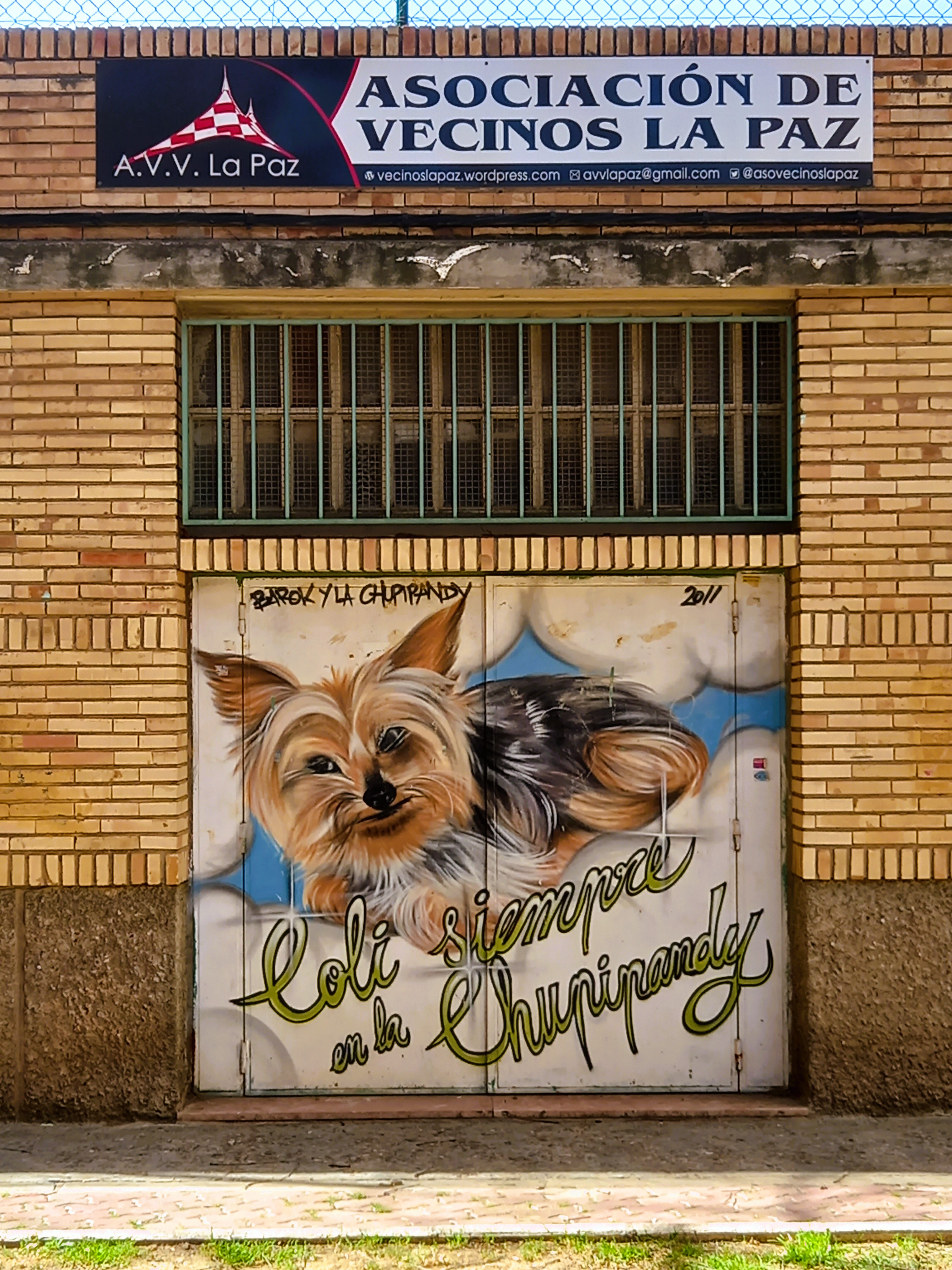

El barrio de La Paz nació a mitad de los años cuarenta. Entre sus primeros habitantes había muchos andaluces. El nombre del barrio se debe al padre Emilio Pérez Vidal, sacerdote que cedió varios terrenos en los que se construyeron casetas, que se dividían en parcelas. Desde los años cincuenta y hasta 1978 más de cien familias gitanas poblaron la zona del barrio conocida como Las Graveras, al norte del barrio junto al Canal. En el 2008 casi no queda ninguna.
Actualmente se encuentra en esta zona el parque de La Paz, y el barrio es reconocido en la ciudad como uno de los de mayor impulso popular, teniendo en cuenta lo relativo de su tamaño. Actividades y asociaciones culturales han encontrado en este barrio un amplio apoyo durante la última década. En el quiosco ubicado en la Rotonda Villa de Pau, importante eje del barrio, se celebran conciertos y actividades al aire libre. Un barrio que había sido considerado durante décadas como problemático ahora se podría decir que es prácticamente residencial, con un entorno muy agradable y tranquilo.
De personalidad luchadora y reivindicativa por tradición, en la última década se han sucedido protestas para mejoras de la Ribera del Canal Imperial de Aragón, evitar el cierre de asociaciones de vecinos y petición de mejora de las comunicaciones. Esto encuentra su máxima expresión en la existencia de un simbólico presidente de la República Independiente de Torrero, representado por la estatua del Cantero, sita en la plaza de las Canteras, a la entrada del barrio por su punto más cercano al centro de la ciudad.
En la actualidad parece que Torrero-La Paz sale del distanciamiento histórico merced a los cinturones de circunvalación que lo acercan al resto de la ciudad y la construcción en su entorno del complejo de ocio y comercio Puerto Venecia, donde se integra el establecimiento de la multinacional IKEA más grande de España desde el año 2007, además de la nueva comisaría central de la policía local.
- Datos: Q927347
- Multimedia: La Paz (Zaragoza) / Q927347